# Солонская Корма
Солонская Корма (бел. Салонская Карма) — деревня в Солонском сельсовете Жлобинского района Гомельской области Белоруссии.
На юге граничит с лесом.

## География

### Расположение
В 4 км на юг от районного центра и железнодорожной станции Жлобин (на линии Бобруйск — Гомель).

## Гидрография
На востоке, севере и западе мелиоративные каналы.

## Транспортная сеть
Транспортные связи по просёлочной, а затем автодорогам, которые идут от Жлобина. Планировка состоит из деревянных строений, стоящих вдоль просёлочной дороги.

## История
Основана в начале XX века переселенцами из соседних деревень. В 1930 году жители вступили в колхоз. Согласно переписи 1959 года в составе совхоза «Жлобинская птицефабрика» (центр — деревня Солоное).

## Население

### Численность
- 2004 год — 7 хозяйств, 14 жителей.

### Динамика
- 1925 год — 24 двора.
- 1959 год — 84 жителя (согласно переписи).
- 2004 год — 7 хозяйств, 14 жителей.